# De dödas rike (bokserie)
De dödas rike är en fantasybokserie för barn som är mellan 9 och 12 år. Bokserien är skriven av Sofia Bergting och illustrerad av Peter Bergting. Böckerna är utgivna av Bonnier Carlsen Bokförlag.
Böckerna handlar om en flicka som heter Linn som är ett skogsrå och som fram till den första boken har bott i Systraskapets tempel och inte vetat att det fanns något utanför. Men när krigaren Alkuin tar med henne ut i världen förändras allt. Alkuin lär henne allt han vet om svärdet och tar med henne på massor med av äventyr.

## Karaktärer
- Linn, huvudkaraktären.
- Guishen, demonernas ledare som försöker ta över Linn på de ondas sida.
- Alkuin, Linns vän som lär henne allt om svärdkonst.
- Elya, en person som bor i Systraskapets tempel och är mest med i boken Dödens drottning.
- Loke, en kille som är i samma ålder som Linn och är med i boken Åter i urskogen.
- Kaspara, Systerskapets överhuvud.
- Ivanov, är Linns pappa och tillhör älvfolket.
- Galina, är Linns mamma och är ett skogsrå.
- Tama och Nigi, två andar som man inte vet om de är goda eller onda.
- Rae och Pak, två demoner. Rae ser ut som en oskyldig liten flicka, men är slug och elak. Hon styr över Pak som nöjer sig med att lyda Raes order.

## Böcker i serien
- Övergiven värld
- Havsdemonerna
- Fasornas port
- Dödens drottning
- Åter till urskogen
- Demonernas hämnd